# Ревуче
Ревуче (біл. Равучае) — озеро в Добруському районі Гомельської області Білорусі в басейні річки Очеса (притока Іпуті), за 22 км у напрямку на північний схід від міста Добруш, біля селища Підревуче.
Площа поверхні озера 0,87  км². Довжина 1,32 км, найбільша ширина 0,91 км, довжина берегової лінії 3,12 км. Найбільша глибина озера 4 м. Площа водозбору 25  км². Висота схилів улоговини озера до 2 м. Схили пологі. Дно озера вистелене сапропеллю. У Ревуче впадають меліоративний канал, стік по каналу в річку Очеса.